# عبد الله خيري
عبد الله خيري (مواليد 30 يناير 2004، لاعب كرة قدم إماراتي يجيد اللعب كمدافع مع نادي الجزيرة في دوري الخليج العربي الإماراتي.